# Павел Васев (революционер)
 Тази статия е за революционера.  За режисьора вижте Павел Васев.  
Павел Васев е български общественик и революционер, деец на Върховния македоно-одрински комитет.

## Биография
Роден е в дебърското село Росоки, в семейството на Васе и Манда. Братовчед е на Братя Миладинови. След Кресненско-Разложкото въстание от 1878 – 1879 година, се установява в Свободна България. Заселва се в Плевен, където строи къща и се жени за Васила Инджова. Междувременно е касиер на ВМОК в Плевен. Арестуван е и изтезаван в Черната джамия по време антиреволюционната политика на режима на Стефан Стамболов, след което умира от белодробен оток.
Внук на Павел Васев от дъщеря му Иванка е спортистът Любен Фичев.